# Heimattiergarten Bierer Berg
Koordinaten: 51° 59′ 26,6″ N, 11° 41′ 42,3″ O
Der Heimattiergarten „Bierer Berg“ ist ein zoologischer Garten auf dem Bierer Berg in Schönebeck (Elbe) in Sachsen-Anhalt. Er wurde 2005 eröffnet und ist Mitglied der Bundesarbeitsgruppe Kleinsäuger (BAG) und der Deutschen Tierparkgesellschaft (DTG). Der Zoo zeigt 260 Tiere in 52 Tierarten (Stand: 2016).
Er legt einen Schwerpunkt auf einheimische und exotische Kleinsäuger. Diese Spezialisierung auf Kleinsäuger als tiergärtnerische Nische für den Zoo wurde von dessen Leitung mit dem begrenzten Platzangebot in der Anlage begründet. In einem speziellen Kleinsäugerhaus wird daher eine Vielzahl an Nagetieren präsentiert. Unter anderem hält der Heimattiergarten „Bierer Berg“ Flachland-Viscachas, eine zoologische Rarität, die mit Stand von 2017 sonst nur noch von drei anderen bekannten Haltern in Europa gezeigt wurde. Einige Exemplare von Flachland-Viscachas aus ihrer erfolgreichen Nachzucht im Heimattiergarten Bierer Berg wurden nach Angaben des Leiters des Heimattiergartens Bierer Berg, Matthias Willberg, an andere europäische Tierparks abgegeben, unter anderem nach Tschechien, Großbritannien und Polen. Der Heimattiergarten Bierer Berg verfügte zudem nach Angaben seiner Leitung aus dem Jahr 2017 zu dieser Zeit deutschlandweit über die größte Zuchtgruppe von Bergmeerschweinchen. Das Himalaya-Streifenhörnchen soll außer im Heimattiergarten „Bierer Berg“ europaweit nur im Tierpark Berlin gezeigt werden (Stand: 2021).